# Liguilla Pre-Libertadores 1985 (Chile)
La Liguilla Pre-Libertadores 1985 fue la 11.ª versión de la Liguilla Pre-Libertadores, torneo clasificatorio para la Copa Libertadores de América, organizada por la Asociación Nacional de Fútbol Profesional.
En esta oportunidad el organismo rector del fútbol chileno estableció dos torneos:
La “Liguilla menor” con la participación de los cuatro equipos clasificados en la competencia del campeonato nacional año 1985, el ganador de esta liguilla, junto con obtener el título nominal de “Subcampeón” de la temporada, Primera División 1985, clasifica para competir en el segundo torneo, llamado “Superliguilla”.
La “Superliguilla” la conforman los dos equipos clasificados en el torneo 1984: Universidad Católica y Cobresal, además Cobreloa, campeón de 1985 y el ganador de la “Liguilla menor”.
Los equipos que obtienen el primer y segundo lugar en esta “Superliguilla” serán en definitiva los representantes Copa Libertadores 1986.
El ganador de la “Liguilla menor” en calidad de invicto fue Universidad Católica, que derrotó 2-1 a Rangers en la jornada final.
De acuerdo a la reglamentación del torneo clasificatorio, la victoria de Universidad Católica al ganar la “Liguilla menor”, clasificó directamente a los “cruzados” para la Copa, por lo tanto  la “Superliguilla” no se juega, quedando la definición del segundo equipo reducida a la disputa de dos partidos definitorios a jugarse entre Cobreloa y Cobresal, en Calama y El Salvador.

## Equipos participantes - Liguilla menor
| Equipo               | Vía de clasificación                               |
| -------------------- | -------------------------------------------------- |
| Rangers              | Ganador primer tramo Torneo 1985, fechas 1 a 10.   |
| Unión Española       | Ganador segundo tramo Torneo 1985, fechas 11 a 19. |
| Everton              | Ganador tercer tramo Torneo 1985, fechas 20 a 29.  |
| Universidad Católica | Ganador cuarto tramo Torneo 1985, fechas 30 a 38.  |

## Equipos participantes - Superliguilla
| Equipo   | Vía de clasificación                               |
| -------- | -------------------------------------------------- |
| Cobreloa | Primer lugar de la Primera División de Chile 1985  |
| Cobresal | Segundo lugar de la Primera División de Chile 1984 |

## Resultados Liguilla
Fecha 1
| 8 de enero de 1986 | Universidad Católica    | 2:1 (1-1) | Unión Española    | Santa Laura, Santiago de Chile                           |                                                          |
|                    | Lepe 24' · Mardones 82' |           | Abarca 21' (a.g.) | Asistencia: 8.939 espectadores Árbitro(s): Enrique Marín | Asistencia: 8.939 espectadores Árbitro(s): Enrique Marín |

| 8 de enero de 1986 | Everton      | 1:2 | Rangers            | Sausalito, Viña del Mar                                 |                                                         |
|                    | Figueroa 80' |     | Nau 47' · Soto 76' | Asistencia: 7.696 espectadores Árbitro(s): Hernán Silva | Asistencia: 7.696 espectadores Árbitro(s): Hernán Silva |

Fecha 2
| 11 de enero de 1986 | Rangers                  | 2:0 | Unión Española | Estadio Fiscal, Talca                                  |                                                        |
|                     | Prieto 1' · Espinoza 79' |     |                | Asistencia: 14.160 espectadores Árbitro(s): Mario Lira | Asistencia: 14.160 espectadores Árbitro(s): Mario Lira |

| 11 de enero de 1986 | Everton  | 1:1 | Universidad Católica | Sausalito, Viña del Mar                                  |                                                          |
|                     | Pino 39' |     | Neira 48'            | Asistencia: 8.535 espectadores Árbitro(s): Gastón Castro | Asistencia: 8.535 espectadores Árbitro(s): Gastón Castro |

Fecha 3
| 14 de enero de 1986 | Unión Española | 1:3 | Everton | Estadio Nacional, Santiago de Chile |  |
|                     |                |     |         | Asistencia: 21.224 espectadores     |  |

| 14 de enero de 1986 | Universidad Católica  | 2:1 (1-0) | Rangers      | Estadio Nacional, Santiago de Chile                                |                                                                    |
|                     | Neira 6' · Vargas 49' |           | Espinoza 43' | Asistencia: 21.224 espectadores Árbitro(s): Sergio Vásquez (Chile) | Asistencia: 21.224 espectadores Árbitro(s): Sergio Vásquez (Chile) |

## Tabla de posiciones
| Pos | Equipo               | PJ | PG | PE | PP | GF | GC | Dif | Pts |
| --- | -------------------- | -- | -- | -- | -- | -- | -- | --- | --- |
| 1   | Universidad Católica | 3  | 2  | 1  | 0  | 5  | 3  | 2   | 7   |
| 2   | Rangers              | 3  | 2  | 0  | 1  | 5  | 3  | 2   | 6   |
| 3   | Everton              | 3  | 1  | 1  | 1  | 5  | 4  | 1   | 4   |
| 4   | Unión Española       | 3  | 0  | 0  | 3  | 2  | 7  | -5  | 0   |

PJ=Partidos jugados; PG=Partidos ganados; PE=Partidos empatados; PP=Partidos perdidos; GF=Goles a favor; GC=Goles en contra; Dif=Diferencia de gol; Pts=Puntos
|  | Clasifica a la Copa Libertadores 1986 |

## Resultados Clasificatorio (Segundo equipo)
| 18 de enero de 1986 | Cobreloa | 0:0 (0:0) | Cobresal | Estadio Municipal de Calama, Calama                             |  |
|                     |          |           |          | Asistencia: 7.279 espectadores Árbitro(s): Victor Ojeda (Chile) |  |

| 22 de enero de 1986 | Cobresal                                       | 2:0 (2:0) | Cobreloa | Estadio El Cobre, El Salvador                                 |                                                               |
|                     | Gilberto Reyes 20' (pen.) · Rubén Martínez 39' |           |          | Asistencia: 7.844 espectadores Árbitro(s): Mario Lira (Chile) | Asistencia: 7.844 espectadores Árbitro(s): Mario Lira (Chile) |

|  | Cobresal clasifica a la Copa Libertadores 1986 |

## Ganador
| Chile                                   |
| Ganador Universidad católica            |
| Clasificado a la Copa Libertadores 1986 |